# Benjamin Richert
Pour les articles homonymes, voir Richert.
Benjamin Richert, né le 18 avril 1998 à Strasbourg, est un joueur de handball International français évoluant au poste d'ailier droit au Montpellier Handball.

## Biographie
Benjamin Richert débute le handball à Lingolsheim avant de rejoindre en 2012 le club de Strasbourg Schiltigheim. Il fréquente le pôle espoir de Strasbourg et en 2015, alors que son club est dernier de D2, il joue à seulement 16 ans contre les stars du PSG en 1/16 de Coupe de France, marquant même un but.
En 2016, il intègre le centre de formation de Créteil. Dès son arrivée, il est rattaché au groupe professionnel, jouant ainsi ses premières rencontres de Lidl Starligue. Il évolue aussi en équipe de France jeunes, avec laquelle il est champion d'Europe en 2016 (de) et champion du monde en 2017 (en).
N'ayant pourtant pas de contrat professionnel, il est un élément majeur de Créteil, qui évolue dorénavant en Proligue. Son club lui fait alors plusieurs propositions de contrat. Il est victime d'une rupture des ligaments croisés le 21 avril 2018 lors d'une rencontre de championnat face à Sélestat, ce qui ne l'empêche pas de signer avec Chambéry son premier contrat professionnel après le versement d'une indemnité de formation par le club savoyard à Créteil.
Il passe ainsi ses premiers mois de handballeur professionnel à l'infirmerie de Chambéry. Il retrouve les terrains en février 2019, lui permettant remporter la Coupe de France, la première dans l'histoire du club. L'été suivant, il remporte le Championnat du monde 2019 avec l'équipe de France junior. Il inscrit 6 buts en finale face à la Croatie.
Il connaît ses premières rencontres européennes en Coupe de l'EHF lors de la saison 2019-2020, toujours dans un rôle de doublure derrière l'expérimenté Fahrudin Melić. Après le départ de ce dernier, il devient le titulaire au poste et au cours de la saison 2020/2021, Richert termine deuxième meilleur buteur du Championnat de France derrière Dragan Gajić avec 183 buts marqués.
Le 10 février 2024, il bat le record du nombre de buts marqués dans un match du Championnat de France avec 19 buts marqués face à Créteil, son ancien club.
Le 8 janvier 2025, il honore sa première sélection avec l'équipe de France lors d'un match de préparation face à la Tchéquie (victoire 37-28). 
En avril 2025, il rejoint le Montpellier Handball comme joker médical, soit quelques mois plus tôt que prévu initialement puisqu'il s'était engagé avec le MHB à partir de juillet.

## Palmarès

### En club
Compétitions nationales
- Vainqueur de la Coupe de France (2) : 2019, 2025
- Finaliste de la Coupe de la Ligue (1) : 2022

### En équipes nationales
Équipes de France jeunes et junior
- Médaille d'or au Championnat d'Europe jeunes en 2016 (de)
- Médaille d'or au Championnat du monde jeunes en 2017 (en)
- Médaille d'or au Championnat du monde junior 2019